# Эмблер, Эрик
Эрик Клиффорд Эмблер (Амблер; 28 июня 1909 — 22 октября 1998) — английский писатель, автор политических детективов, триллеров, шпионских романов, сценарист.
Описания неприглядной стороны шпионажа в его книгах оказали влияние на таких писателей следующего поколения, как  Джон Ле Карре, Джулиан Симонс, Фредерик Форсайт и Лен Дейтон.

## Биография
Родился в семье артистов мюзик-холла, в 1920-е годы гастролировал с ними по Англии, выступая как актёр и автор пьес. С 1924 по 1927 год учился в Нортгемтонском институте. Работал инженером, затем, руководителем рекламного отдела крупной электротехнической фирмы.
В 1937 году возглавлял рекламное агентство. В этот период времени Эмблер был политически убежденным антифашистом и, как и многие другие, считал СССР единственным реальным противовесом фашистской агрессии, что отражено в некоторых из его ранних книгах, где советские агенты изображены как позитивные персонажи — союзники главного героя. Изменение отношения к СССР произошло после пакта Молотова — Риббентропа (1939).
В 1938 году писатель работал ассистентом сценариста в кинокомпании Александра Корды. С началом Второй мировой войны добровольцем вступил в армию, служил рядовым в артиллерии. Позже его перевели в специальный отдел военной кинематографии, где он снимал учебные и пропагандистские фильмы. Закончил войну в чине лейтенант-полковника, награждён американской Бронзовой звездой.
После войны стал успешным сценаристом. В 1960-е годы переехал в Калифорнию, где создал телевизионные шоу «Шах и мат» и «Самая смертельная игра». Работал для сериала «Альфред Хичкок представляет». Был женат на Джоан Харрисон, которая работала сначала личным секретарём, а затем и сценаристкой у Хичкока.
В 1969 году Эмблер переехал в Швейцарию, где прожил 16 лет и написал мемуары «Здесь покоится Эрик Эмблер». Член Детективного клуба. Последние годы жизни провёл в Лондоне.

## Творчество
До начала Второй мировой войны Эмблер опубликовал 6 триллеров, первый из которых — «Тёмная граница» — вышел в 1936 году. Роман «Маска Димитриоса» (The Mask of Dimitrios, американское название A Coffin for Dimitrios, 1939), отмеченный блестящей композицией и псевдодокументальной манерой изложения, установил новый эталон остросюжетного произведения.
После перерыва, вызванного войной и переоценкой былых ценностей, вернулся в литературу в 1951 году с политическим романом «Приговор Делчеву» (Judgment on Deltchev) — откликом на расправу коммунистов над Николой Петковым. Пять послевоенных триллеров были написаны совместно с Чарльзом Родда и увидели свет под псевдонимом Элиот Рид (Eliot Reed).
Эмблер сделал шпионский роман более реалистичным, чем прежде. Часто в центре его книг — обыватели, которым вопреки собственной воле пришлось оказаться среди закоренелых уголовников, шпионов или революционеров. Как правило, такие герои по ходу романов эволюционируют и благодаря своей решительности в итоге обыгрывают опытных профессионалов.
Автор большого количества кино- и телесценариев, один из которых, «Жестокое море» (1953, The Cruel Sea, по роману Николаса Монсаррата), даже номинировался на премию «Оскар» за лучший адаптированный сценарий. Некоторые романы Эмблера экранизированы. Среди самых известных экранизаций — «Путешествие в страх» (1943), «Маска Димитриоса» (1944), «Топкапи» (1964).

## Избранные киносценарии
- Страстная дружба (1949)
- Жестокое море (1953)
- Гибель «Титаника» (1958)
- Альфред Хичкок представляет (телесериал, 1955), 7 сезон (1961-62), «Акт веры»

## Награды
- Орден Британской империи (1981)
- Crossed Red Herrings Award (Золотой Кинжал, 1959)
- Премия Эдгара Аллана По (1964 г. за роман «The Light of Day»).
- Crossed Red Herrings Award (Золотой Кинжал, 1972)
- Звание «Гранд Мастер» шведской литературной премии за криминальную литературу (1974, за пожизненные достижения)
- Grand Master Award Mystery Writers of America (1975, за пожизненные достижения)
- Grand Prix de Littérature Policière (1976)
- Prix Mystère de la critique (1979)
- Dagger Award (1986)